# Vemakylindrus stebbingi
Vemakylindrus stebbingi är en kräftdjursart som beskrevs av Francis Day 1980. Vemakylindrus stebbingi ingår i släktet Vemakylindrus och familjen Diastylidae. Inga underarter finns listade i Catalogue of Life.